# Climat du Rwanda
Le climat du Rwanda est un climat tropical avec une saison sèche marquée et une saison des pluies. Avec l'altitude, les températures diminuent et, globalement, les précipitations augmentent, le climat se modifiant progressivement en conséquence.

## Température
Le Rwanda a un climat tropical tempéré, avec des températures plus basses que les pays équatoriaux en raison de sa forte altitude. Kigali, dans le centre du pays, a une plage de température quotidienne typique comprise entre 15 et 28 degrés Celsius (59 et 82 degrés F), avec peu de variations au cours de l'année. Il y a quelques variations de température à travers le pays; les régions montagneuses dans l'ouest et le nord sont généralement plus froides que le sud-est.
Le climat du Rwanda est chaud toute l'année, avec des nuits fraîches, en raison de l'altitude.

## Précipitations
Il y a deux saisons des pluies dans l'année, la première s'étend de février à juin et la seconde de septembre à décembre. Elles sont séparés par deux saisons sèches : la grande saison de juin à septembre, au cours de laquelle il n'y a souvent pas de pluie du tout, et une plus courte et moins sévère de décembre à février. Les précipitations varient géographiquement, l'ouest et le nord-ouest du pays recevant plus de précipitations chaque année que l'est et le sud-est.

## Changement climatique
Le réchauffement de la planète a entraîné un changement dans le schéma de la saison des pluies. Selon un rapport du Strategic Foresight Group, le changement climatique a réduit le nombre de jours de pluie enregistrés au cours d'une année, mais a également entraîné une augmentation de la fréquence des pluies torrentielles. Ces deux changements ont rendu difficile le travail des agriculteurs, ce qui a réduit leur productivité. La prospective stratégique caractérise également le Rwanda comme un pays à effet de ralentissement rapide, avec une augmentation de la température moyenne comprise entre 0,7 et 0,9°C sur 50 ans.